# PBX1
PBX1 (англ. PBX homeobox 1) – білок, який кодується однойменним геном, розташованим у людей на короткому плечі 1-ї хромосоми. Довжина поліпептидного ланцюга білка становить 430 амінокислот, а молекулярна маса — 46 626.
| 10         |  | 20         |  | 30         |  | 40         |  | 50         |
| ---------- |  | ---------- |  | ---------- |  | ---------- |  | ---------- |
| MDEQPRLMHS |  | HAGVGMAGHP |  | GLSQHLQDGA |  | GGTEGEGGRK |  | QDIGDILQQI |
| MTITDQSLDE |  | AQARKHALNC |  | HRMKPALFNV |  | LCEIKEKTVL |  | SIRGAQEEEP |
| TDPQLMRLDN |  | MLLAEGVAGP |  | EKGGGSAAAA |  | AAAAASGGAG |  | SDNSVEHSDY |
| RAKLSQIRQI |  | YHTELEKYEQ |  | ACNEFTTHVM |  | NLLREQSRTR |  | PISPKEIERM |
| VSIIHRKFSS |  | IQMQLKQSTC |  | EAVMILRSRF |  | LDARRKRRNF |  | NKQATEILNE |
| YFYSHLSNPY |  | PSEEAKEELA |  | KKCGITVSQV |  | SNWFGNKRIR |  | YKKNIGKFQE |
| EANIYAAKTA |  | VTATNVSAHG |  | SQANSPSTPN |  | SAGSSSSFNM |  | SNSGDLFMSV |
| QSLNGDSYQG |  | AQVGANVQSQ |  | VDTLRHVISQ |  | TGGYSDGLAA |  | SQMYSPQGIS |
| ANGGWQDATT |  | PSSVTSPTEG |  | PGSVHSDTSN |  |            |  |            |

A: Аланін

C: Цистеїн

D: Аспарагінова кислота

E: Глутамінова кислота

F: Фенілаланін

G: Гліцин

H: Гістидин

I: Ізолейцин

K: Лізин

L: Лейцин

M: Метіонін

N: Аспарагін

P: Пролін

Q: Глутамін

R: Аргінін

S: Серин

T: Треонін

V: Валін

W: Триптофан

Кодований геном білок за функціями належить до репресорів, активаторів, білків розвитку. 
Задіяний у таких біологічних процесах як транскрипція, регуляція транскрипції, диференціація, поліморфізм. 
Білок має сайт для зв'язування з ДНК. 
Локалізований у ядрі.